# 霍克思
霍克思（David Hawkes，1923年7月6日—2009年7月31日）是英國漢學家、翻譯家。

## 生平
他於1945年至1947年期間在牛津大學學習中文，並自1948年至1951年期間成為國立北京大學（整併前之北京大學）的研究生。他在1959年出任牛津大學的汉学讲座教授，至1971年為止。自1973年至1983年期間，霍克思為牛津大學萬靈學院（All Souls College）的研究教授（Research Fellow）。
霍克思在1959年翻譯了《楚辭》的英譯選集《The Songs of the South: An Anthology of Ancient Chinese Poems by Qu Yuan and Other Poets》。他的《A Little Primer of Tu Fu》是有關杜甫及其詩作的權威研究與譯本。
霍克思最重要的譯作是《紅樓夢》的英譯本《The Story of the Stone》。該譯本前80回由霍克思翻譯，後40回則由其女婿閔福德（John Minford）所譯。